# Cockatoo (cohete)
Cockatoo (lit. "cacatúa") fue un cohete sonda australiano de dos etapas propulsado por combustible sólido y utilizado a principios de los años 1970. Eran lanzados desde Woomera y consistía en una primera etapa Gosling I británica y una segunda etapa Lupus 1 australiana.
Se utilizó para el estudio de vientos y turbulencia en la atmósfera superior, así como para la medición de la concentración de ozono, radiación ultravioleta y estado de la ionosfera.
Se lanzaron unos 25 Cockatoo, entre el 16 de abril de 1970 y el 22 de octubre de 1973.

## Especificaciones
- Apogeo: 140 km
- Empuje en despegue: 152 kN
- Masa total: 400 kg
- Diámetro: 0,26 m
- Longitud total: 6,6 m